# Лоусон-Уэйд, Эдвиж
Эдвиж Лоусон-Уэйд (фр. Edwige Lawson-Wade; родилась 14 мая 1979 года, Ренн, Иль и Вилен, Бретань, Франция) — французская баскетболистка, выступавшая на позиции разыгрывающего защитника. Серебряный призёр Олимпийских игр в Лондоне (2012), чемпионка Европы (2001), трёхкратный победитель Евролиги ФИБА и Мировой лиги. На её счету пять проведённых сезонов в ВНБА — лучший результат среди французских баскетболисток. После окончания карьеры награждена орденом «За заслуги».

## Биография

### Клубная карьера
Эдвиж Лоусон карьеру баскетболистки начала в баскетбольной школе Сен-Бриё, затем в 14 лет она переезжает в Париж, где продолжает играть за Национальный институт спорта и физического воспитания. В 16 лет она подписывает первый контракт с клубом элитного дивизиона «Вайти» из Бордо, через два года она в «АСПТТ», с которым выигрывает свои первые титулы: двукратный обладатель кубка Франции. После 4-х сезонов в Экс-ан-Провансе Эдвиж появляется в составе одного из «грандов» французского баскетбола «УСВО». В первом же сезоне, проведенном в Валансьене, баскетболистка собрала все трофеи в котором участвовала команда: победитель Евролиги (32,1 минуту она провела на площадке — лучший результат в команде), национальный чемпион и обладатель кубка Франции. Через год «УСВО», при непосредственном её участии, едва не повторил успех, проиграв в финале Евролиги. Но то, что они не смогли всё выиграть в сезоне 2002/03, они повторили снова, уже в следующем сезоне (2003/04): чемпионство во Франции, обладание национальным кубком и победа в Евролиге. В финальном матче европейского турнира против польского «Лотоса» Эдвиж была неудержима, за 21 минуту она набрала 10 очков, сделала 4 передачи и 6 перехватов.
После столь успешного сезона Лоусон согласилась на заманчивое предложение из России и уезжает в Самару выступать за местный клуб «ВБМ-СГАУ». Все последующие триумфы и победы самарского клуба неотрывно свызаны с Эдвиж Лоусон.
30 сентября 2004 года в матче с подмосковным «Спартаком» состоялся дебют француженки, где Эдвиж набрала 12 очков, реализова 2 трёхочковых броска из 2. В следующем матче она уже вышла в «стартовой пятёрке», в которой находилась последующие пять лет. Первый сезон в Самаре начался с победы в Мировой лиге, затем её ждала победа в Евролиге, где в домашней обстановке в финале был повержен чешский «Гамбринус». За 16 секунд до окончания матча Эдвиж хладнокровно реализовала 2 штрафных очка из 2, установив окончательный победный счёт — 69:66. Её показатели в финале: 36 минут, 16 очков (вместе с Энн Воутерс это лучший результат в матче), сделала 4 подбора, 2 передачи и 1 перехват, который она осуществила при счёте 67:66 за 47 секунд до окончания матча. Весной 2005 года она празднует первое своё чемпионство в России.
В сезоне 2005/06 Эдвиж с командой выигрывает все российские турниры: чемпионат и кубок. На международной арене — победа в очередном розыгрыше Мировой лиги и проигрыш в финале Евролиги «Гамбринусу». В финальном матче в Брно, Эдвиж отыграла 32 минуты, при этом она набрала 8 очков, сделала 2 подбора и 2 передачи. За 2.30 мин до окончания матча Лоусон покинула площадку с 5 фолами (единственный игрок в матче с таким количеством фолов).
Следующие три сезона прошли в жёсткой конкуренции со «Спартаком» из Видного и «УГМК», итог которого 2 серебряные и 1 бронзовая медаль чемпионата России, при этом выиграны 2 кубка России. Ещё одним штрихом в её биографии стоит Мировая лига по баскетболу 2007, где Эдвиж является творцом грандиозного события, когда «ЦСКА» в финале обыграл сборную WNBA (75:65), в которой блистали будущие олимпийские чемпионы 2008 года: Огастус, Пондекстер, Таурази, Берд и другие.
В 2009 году «ЦСКА» прекращает свою деятельность и Эдвиж подписывает трёхмесячный контракт с ЖБК «Видное», где играет свои последние игры в России. В составе подмосковного клуба она выигрывает суперкубок Европы, имея следующие показатели: 26 минут, 7 очков, 4 подбора и 5 передач (лучший показатель). 20 декабря 2009 года в матче с «УГМК» Лоусон заканчивает свою карьеру на российских площадках, за 24 минуты она набрала 10 очков. В феврале 2010 года она подписывает краткосрочный договор с «Элицуром», где играет до окончания первенства Израиля.
Сезон 2010/11 Эдвиж проводит на Пиренеях, где выступает за валенсийский «Рос Касарес». Здесь она вновь на передовых ролях в команде, с которой участвует в Финале четырёх Евролиги, занимает 2-е место в чемпионате Испании. В 2011 году, спустя 7 лет, Лоусон вернулась на родину, где проводит свои последние в клубной карьере сезоны. И снова Эдвиж подтвердила свой экстракласс в баскетболе — она два года подряд входит в «символическую пятёрку» чемпионата Франции.

### Карьера в ВНБА
С 2005 года Эдвиж начала выступать за клубы ВНБА. В первоми сезоне, после проведенных 2-х игр за «Нью-Йорк Либерти», Лоусон перешла в «Хьюстон Кометс», с которым дошла до финала Западной конференции. Лучший сезон за океаном она провела в 2008 году в составе «Сан-Антонио Силвер Старз», баскетболистка вместе Лизой Уиллис была лучшая по реализации трёхочковых бросков в регулярном первенстве — 0.468, команда дошла до финала ВНБА, где проиграла в серии 0-3. Эдвиж в финальных матчах не участвовала.
По окончании сезона 2010 года француженка ушла из клуба в статусе «свободного агента». На 2013 год Эдвиж Лоусон провела больше всех сезонов в заокеанской лиге — 5, из всех там игравших француженок.

### Карьера в сборной
17 мая 1998 года, в матче со сборной Югославией (квалификация к чемпионату Европы — 1999), состоялся дебют в национальной сборной, а уже через год, в возрасте 20 лет (самая юная в команде), она игрок европейского форума. Несмотря на самые скромные показатели в команде (5,1 минута в среднем на площадке), Эдвиж получила «серебряные» медали. В последующих двух турнирах (Олимпийские игры — 2000 и чемпионат Европы — 2001) Лоусон, оставаясь по прежнему самой молодой в команде, прибавляет, как в количестве игрового времени, так и в набранных очках. На чемпионате мира в Китае Лоусон становится лидером сборной по количеству очков в среднем за матч.
С 2005 по 2010 год наступает перерыв в отношениях между баскетболисткой и национальной командой. В 2011 году она получает приглашение в сборную для участия в чемпионате Европы, здесь она снова выделяется среди подруг по команде — самая возрастная, следующая за ней, моложе на 3 года, идёт Селин Дюмерк. В той команде, «бронзового отлива», у Эдвиж лучший показатель по перехватам — 1,4 в среднем за матч, участвует во всех играх, проводя на площадке 22,2 минуты. На Олимпийских играх в Лондоне команда добивается лучшего результата за всю историю французской сборной — «серебряные» медали. Одним из главных триумфаторов команды по праву считается Лоусон, которая свои лучшие результаты показала в играх на выбывание. В полуфинале со сборной Россией Эдвиж за 20 минут набрала больше всех очков (18) и передач (5), при этом она показала фантастический результат при бросках из-за 6-и метровой линии (4 попадания из 4). На следующий день, в финале против сборной США, она реализовала 2 трёхочковых броска из 3-х (лучший показатель для обеих команд), в общем набрав за 24 минуты 12 очков (с Сандрин Грудой лучший результат).
Венцом карьеры для Лоусон стало выступление на «домашнем» первенстве Европы в 2013 году. Несмотря на то, что она самая возрастная в сборной (пятая на турнире), у неё 17,9 минут игрового времени и лучший показатель в команде по атакующим передачам — 3,3. Самым запоминающим матчем на первенстве, в котором она проявила себя в полной мере, стал четвертьфинальный матч со сборной Швецией. За 27 минут было набрано 14 очков, сделано 3 подбора и 6 передач, ну а самое главное, в концовке матча, за 24 секунды, а затем за 12, Эдвиж уверенно реализовала штрафные броски (4 из 4). 87:83 — победа сборной Франции и выход в полуфинал.

## Достижения

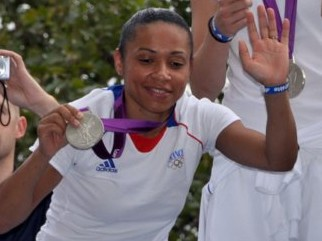
Лоусон-Уэйд с олимпийской серебряной медалью

- Серебряный призёр Олимпийских игр: 2012
- Чемпион Европы: 2001
- Серебряный призёр чемпионата Европы: 1999, 2013
- Бронзовый призёр чемпионата Европы: 2011.
- Победитель Евролиги: 2002, 2004, 2005.
- Серебряный призёр Евролиги ФИБА: 2003, 2006
- Бронзовый призёр Евролиги ФИБА: 2007
- Обладатель суперкубка Европы: 2009
- Победитель Мировой лиги: 2004, 2005, 2007.
- Чемпион Франции: 2002, 2003, 2004
- Чемпион России: 2005, 2006
- Серебряный призёр чемпионата Франции: 2012, 2013
- Серебряный призёр чемпионата России: 2007, 2008
- Серебряный призёр чемпионата Испании: 2011
- Бронзовый призёр чемпионата России: 2009
- Обладатель Кубка Франции: 2000, 2001, 2002, 2003, 2004, 2013
- Обладатель Кубка России: 2006, 2007, 2008